# Staatsraad (Roemenië)
De Staatsraad (Roemeens: Consiliul de Stat) was een uitvoerend staatsorgaan in de Socialistische Republiek Roemenië. Tussen 1961 en 1974 was de Staatsraad het hoogste uitvoerende machtsorgaan van de republiek. Het fungeerde als collectief staatshoofd. De voorzitter was de facto staatspresident. Voordien werd het ambt van staatshoofd vervuld door de voorzitter van de Grote Nationale Vergadering (parlement). Bij de instelling in maart 1961 bestond de Staatsraad uit een voorzitter (president), vicevoorzitter (vicepresident) en dertien gewone leden. Dit aantal werd in december 1967 uitgebreid naar achttien leden in totaal en in maart 1969 naar vijfentwintig leden in totaal.
In 1974 werd de grondwet gewijzigd en werd het ambt van President van de Socialistische Republiek Roemenië ingesteld. Nicolae Ceaușescu (1918-1989), voorzitter van de Staatsraad sinds december 1967, werd de eerste president van Roemenië. Hij bleef daarnaast het voorzitterschap van de Staatsraad bekleden, zij het echter dat dit orgaan niet langer meer als collectief staatshoofd fungeerde. Het aantal vicevoorzitters van de Staatsraad werd in 1974 verhoogd naar vier.
Na de Roemeense Revolutie (december 1989) werd de Staatsraad afgeschaft. Veel van haar functies gingen over naar het Front voor Nationale Redding dat werd voorgezeten door Ion Iliescu.

## Lijst van voorzitters van de Staatsraad
| Voorzitter | Voorzitter                             | Ambtstermijn         | Partij |
| ---------- | -------------------------------------- | -------------------- | ------ |
|            | Gheorghe Gheorghiu-Dej (1901-1965)     | 1961-1965            | RWP    |
|            | Ion Maurer Stefan Voitec Avram Bunaciu | 19 t/m 24 maart 1965 | RCP    |
|            | Chivu Stoica (1908-1975)               | 1965-1967            | RCP    |
|            | Nicolae Ceaușescu (1918-1989)          | 1967-1989            | RCP    |
| Bron: WSM  |                                        |                      |        |

## Vicevoorzitters van de Staatsraad
- Ion Gheorghe Maurer (1961 - ?)
- Ștefan Voitec (1961 - 1965, 1974 - 1984)
- Avram Bunaciu (1961 - 1965)
- Emil Bodnăraș (1967 - 1976)
- Ștefan Peterfi (1967 - 1978)
- Vasile Vâlcu (1974 - ?)
- Emil Bobu (1975 - 1979)
- Maria Ciocan (1980 - 1985)
- Petru Enache (1980 - 1987)
- Manea Mănescu (1969 - ?, 1982 - 1989)
- Miron Constantinescu (1972 - 1974)
- Gheorghe Rădulescu (1979 - 1989)
- Pál Árpád (1985 - 1989)
- Maria Ghiţulică (1982 - 1989)

## Samenstelling 1986-1989
- Voorzitter: Nicolae Ceaușescu (1967 - 1989) PCR
- Vicevoorzitters: Pál Árpád (1985 - 1989) Partijloos
- Maria Ghiţulică (1982 - 1989) PCR
- Manea Mănescu (1969 - ?, 1982 - 1989) PCR
- Gheorghe Rădulescu (1979 - 1989) PCR
- Leden: Ioan Anton (1969 - 1989) PCR
- Constantin Arseni (1980 - 1989) Partijloos
- Cameluta Beldie (1986 - 1989) PCR
- Maria Ciocan (1980 - 1989) PCR
- Silviu Curticeanu (1980 - 1989) PCR
- Gheorghe Dinu (1985 - 1989) PCR
- Tamara Dobrin (1975 - 1989) PCR
- Eduard Eisenburger (1969 - 1989) PCR
- Virginia Gemescu (1980 - 1989) Partijloos
- Diamanta Laudoniu (1985 - 1989) PCR
- Constantin Olteanu  (1986 - 1989) PCR
- Ion Popescu-Puţuri (1965 - 1989) PCR
- Doina Vasilescu (1985 - 1989) PCR
- Dumitru Velicu (1986 - 1989) PCR
- Vasile Vîlcu (1976 - 1989) PCR

## Bron
- (en)  Directory of Romanian Officials. A reference aid, 1988